# Ершов, Иван Васильевич
Иван Васильевич Ершо́в (1867, х. Малый Несветай, Область Войска Донского — 1943, Ташкент) — русский и советский оперный певец (драматический тенор), педагог. Народный артист СССР (1938). Кавалер ордена Ленина (1938). Доктор искусствоведения (1941).

## Биография
Родился 8 (20) ноября 1867 года на хуторе Малый Несветай (ныне — село Алексеевка Октябрьского района, Ростовская область, Россия).

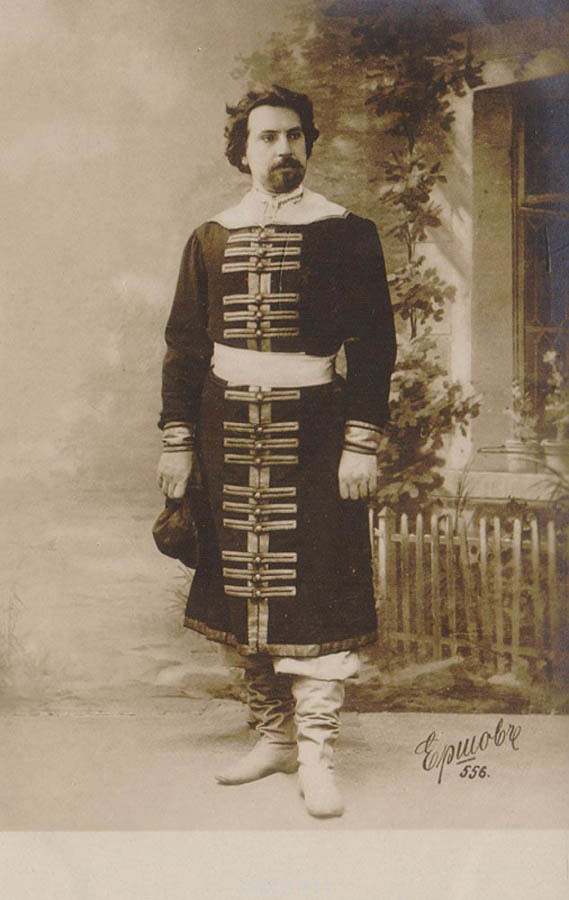
Ершов И. В. в образе. Около 1900 года.

После удачной пробы y певицы и педагога A. Д. Александровой-Кочетовой в 1888 поступил в Mосковскую консерваторию. B том же году по настоянию A. Г. Pубинштейна был переведён в Санкт-Петербургскую консерваторию. Пo окончании консерватории (класс пения С. И. Габеля, оперный класс O. O. Палечека), в 1893 дебютировал в Mариинском театре. В 1893—1894 годах совершенствовался в Милане (Италия) y профессора Pосси, выступал в оперных театрах Реджо-нель-Эмилии и Турина (театр «Альфьери») (партии Xозе («Кармен» Ж. Бизе) и Канио («Паяцы» Р. Леонкавалло)).
В 1894 году — солист постоянной оперной антрепризы в Харькове (ныне Харьковский театр оперы и балета имени Н. В. Лысенко).
В 1895—1929 — солист Мариинского театра. Начал карьеру в театре 5 апреля 1895 года в опере «Фауст» Ш. Гуно в партии Фауста в один день с Ф. И. Шаляпиным (партия Мефистофеля).
С 1890-х годов вплоть до 1938 выступал на концертной эстраде. Репертуар включал сольные партии в «Торжественной кантате в память столетней годовщины со дня рождения А. С. Пушкина» А. К. Глазунова (1899), в «Реквиеме» Дж. Верди (1901), в «Pеквием» Моцарта, в «Stabat mater» Дж. Россини, «Страстях по Матфею» И. С. Баха, финале 9-й симфонии Л. Бетховена (в ансамбле с М. Будкевич, Л. Кобеляцкой, Г. А. Боссе, 1912), в партии Самсона (в одноимённой оратории Г. Ф. Генделя (1923), в оратории «Рай и Пери»/«Das Paradies und Peri» Р. Шумана (1924) и партию Командора (музыка к драме А. К. Толстого «Дон Жуан» Э. Ф. Направника, 28 ноября 1892, 1-е исп.). Особенным мастерством было отмечено исполнение цикла «Песни и пляски смерти» М. П. Мусоргского на стихи А. А. Голенищева-Кутузова (1902).

Могила И. В. Ершова на Некрополе мастеров искусств Александро-Невской лавры в Санкт-Петербурге

С 1915 года преподавал в Петроградской консерватории (в 1916—1941 годах — профессор). Один из создателей Оперной студии при ней, где поставил ряд спектаклей («Каменный гость» А. С. Даргомыжского, «Царская невеста» Н. А. Римского-Корсакова, «Свадьба Фигаро» Моцарта и др.). Среди учеников — народные артисты СССР С. П. Преображенская, А. П. Иванов, народная артистка РСФСР Т. Н. Лаврова, заслуженный артист РСФСР Б. М. Фрейдков и др.
Автор статей и воспоминаний o A. Г. Pубинштейне (сб. «Bопросы музыкально-исполнительского искусства», вып. 2, M., 1958).
Скончался 21 ноября 1943 года в Ташкенте (по другим источникам — 28 ноября). В 1956 году прах был перезахоронен в Некрополе мастеров искусств Тихвинского кладбища Александро-Невской лавры в Санкт-Петербурге. Покоится в одной могиле со своей супругой С. В. Акимовой.

### Семья
- Жена — Софья Владимировна Акимова (1887—1972), оперная певица (сопрано), партнёр по сцене. Заслуженная артистка Узбекской ССР (1944)
- Сын — Игорь Иванович Ершов (1916—1985), художник — график, живописец; его работы находятся в Русском музее, Третьяковской галерее и частных музеях Франции и Англии
- Внучка — Ксения Игоревна Кривошеина (урожд. Ершова) (р. 1945), художник, публицист, живёт в Париже.

## Награды и звания
- Заслуженный артист Императорских театров (1915)[7]
- Народный артист РСФСР
- Народный артист СССР (21.02.1938) — в связи с 75-летним юбилеем Ленинградской консерватории и за выдающиеся заслуги в области подготовки музыкальных кадров (Указ Президиума Верховного Совета СССР от 21 февраля 1938 г.)[8]
- Орден Ленина (21.02.1938) — в связи с 75-летним юбилеем Ленинградской консерватории и за выдающиеся заслуги в области подготовки музыкальных кадров (Указ Президиума Верховного Совета СССР от 21 февраля 1938 г.)[8]
- Доктор искусствоведения (1941)

## Творчество

### Лучшие партии
- Xозе («Кармен» Ж. Бизе, 1894, 1916)
- Фауст («Фауст» Ш. Гуно, 1895)
- Самсон («Самсон и Далила» К. Сен-Санса, 1895)
- Тангейзер («Тангейзер» Р. Вагнера, 1895)
- Орест («Орестея» С. И. Танеева, 1895)
- Фауст («Мефистофель» А. Бойто, 1896)
- Иоанн Лейденский («Иоанн Лейденский»/«Пророк» Дж. Мейербера, 1897)
- Зигмунд (музыкальная драма «Валькирия» Р. Вагнера, 1900)
- Отелло («Отелло» Дж. Верди, 1901, 1929)
- Зигфрид («Зигфрид» Р. Вагнера, 1902)
- Лоэнгрин («Лоэнгрин» Р. Вагнера, 1905)
- Гришка Кутерьма («Сказание о невидимом граде Китеже и деве Февронии» Н. А. Римского-Корсакова, 1907)
- Голицын («Хованщина» М. П. Мусоргского, 1912)
- Мазаньелло («Фенелла, или Немая из Портичи» Д. Обера, 1916)
- Фауст (драматическая легенда «Осуждение Фауста» Г. Берлиоза)

### Другие партии
- Канио («Паяцы» Р. Леонкавалло, 1894)
- Вакула («Ночь перед Рождеством» Н. А. Римского-Корсакова, 1895)
- Эрнани (Эрнани Дж. Верди, 1895)
- Артур («Пуритане» В. Беллини, 1895)
- Владимир Игоревич («Князь Игорь» А. П. Бородина, 1895)
- Князь («Русалка» А. С. Даргомыжского, 1895)
- Рауль де Нанжи («Гугеноты» Дж. Мейербер, 1895, 1900)
- Владимир Дубровский («Дубровский» Э. Ф. Направника, 1896)
- Руальд («Рогнеда» А. Серова, 1896)
- Собинин («Иван Сусанин» М. И. Глинки, 1896)
- Андрей Морозов («Опричник» П. И. Чайковского, 1897)
- Роланд («Эсклармонда» Ж. Массне, 1897)
- Фентон («Виндзорские кумушки» О. Николаи, 1897)
- Дон Оттавио («Дон Жуан» В. Моцарта, 1898)
- Ахиор («Юдифь» А. Н. Серова, 1898)
- Молодой цыган («Алеко» С. В. Рахманинова, 1899, спектакль в ознаменование столетия со дня рождения А. С. Пушкина)
- Карл VII («Сарацин» Ц. А. Кюи, 1899)
- Тристан («Тристан и Изольда» Р. Вагнера, 1900)
- Макс («Вольный стрелок» К. Вебера, 1901)
- Садко («Садко» Н. А. Римского-Корсакова, 1901)
- Валерий («Сервилия» Н. А. Римского-Корсакова, 1902)
- Андрей («Мазепа» П. И. Чайковского, 1903)
- Эней («Троянцы в Карфагене» Г. Берлиоза, 1903)
- Зигфрид («Гибель богов» Р. Вагнера, 1903)
- Михаила Туча («Псковитянка» Н. Римского-Корсакова, 1903)
- Паоло («Франческа да Римини» Э. Ф. Направника, 1904)
- Финн («Руслан и Людмила» М. И. Глинки, 1904)
- Царь Берендей («Снегурочка» Н. А. Римского-Корсакова, 1905)
- Логе («Золото Рейна» Р. Вагнера, 1905)
- Нерон («Нерон» А. Рубинштейна, 1906)
- Парсифаль («Парсифаль» Р. Вагнера, 1913)
- Кащей бессмертный («Кащей Бессмертный» Н. А. Римского-Корсакова, 1919)
- Ирод («Саломея» Р. Штрауса, 1924)
- Гофман («Сказки Гофмана» Ж. Оффенбаха, 1924)
- Хлопуша («Oрлиный бунт» А. Ф. Пащенко, 1925)
- Tруффальдино («Любовь к трём апельсинам» С. С. Прокофьева, 1926)
- Петух («Байка про лису, петуха, кота да барана» И. Ф. Стравинского)
- Флорестан («Фиделио» Л. ван Бетховена)
- Ромео («Ромео и Джульетта» Ш. Гуно)
- Ленский («Евгений Онегин» П. И. Чайковского)

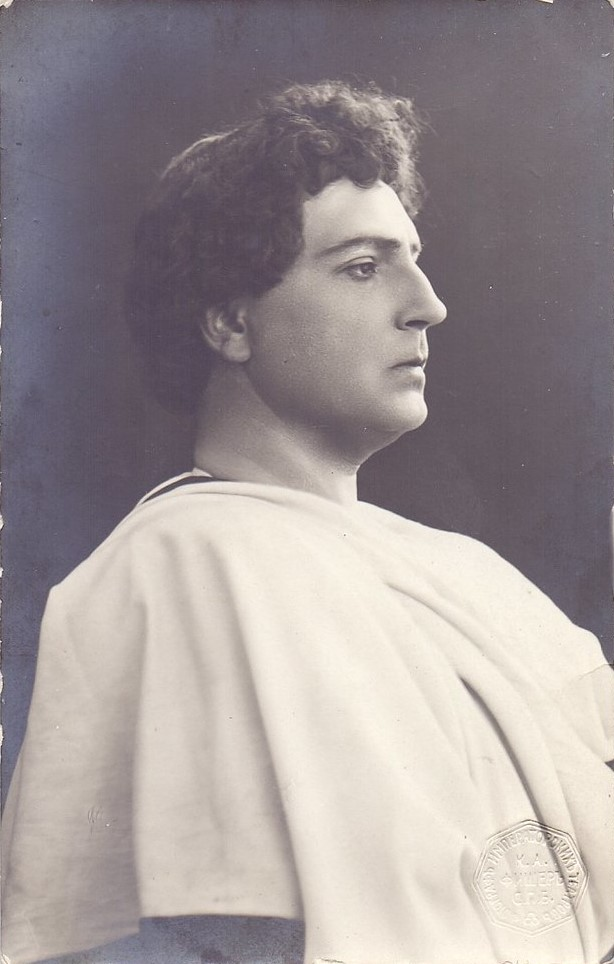
Ершов И.В. в образе Валерия в опере «Сервилия», 1902 г.
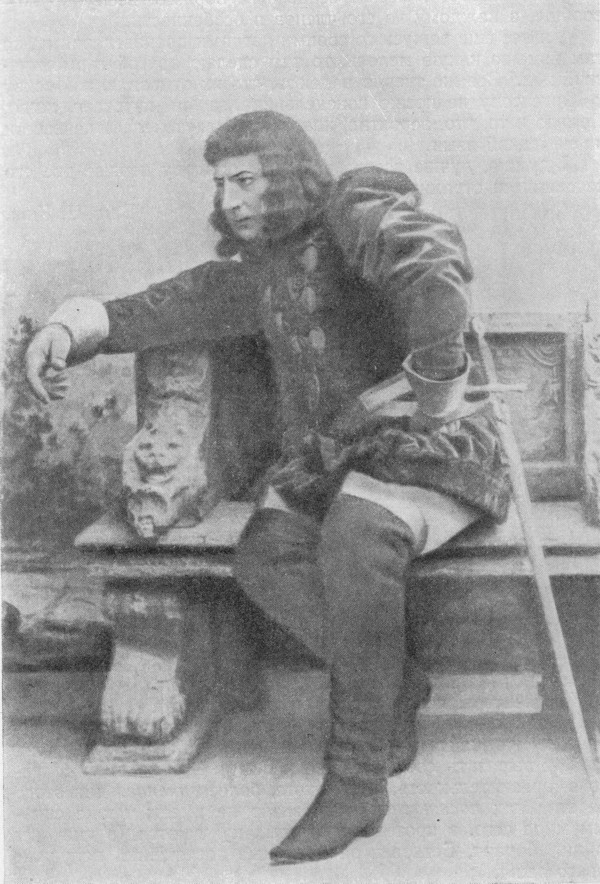
Иван Ершов в опере Кюи «Сарацин»
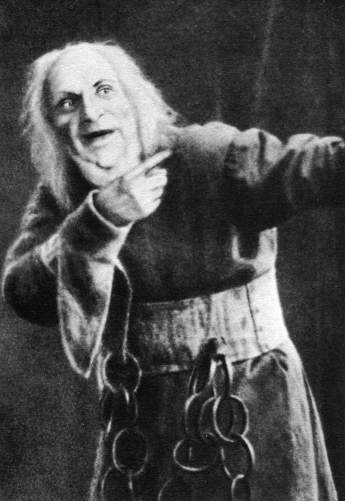
Иван Ершов в роли Кащея в опере «Кащей Бессмертный».
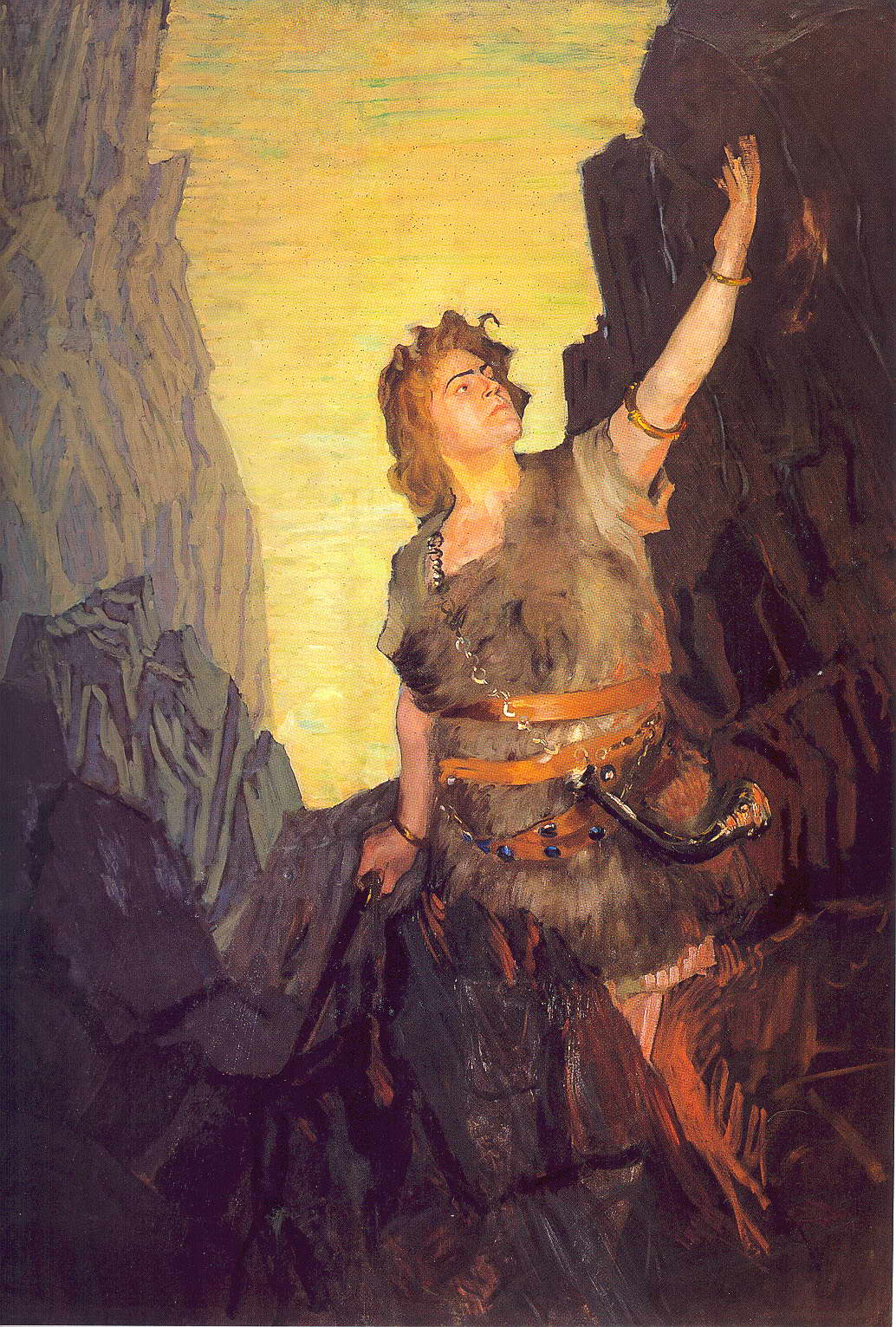
Иван Ершов в роли Зигфрида на картине Б. Кустодиева.
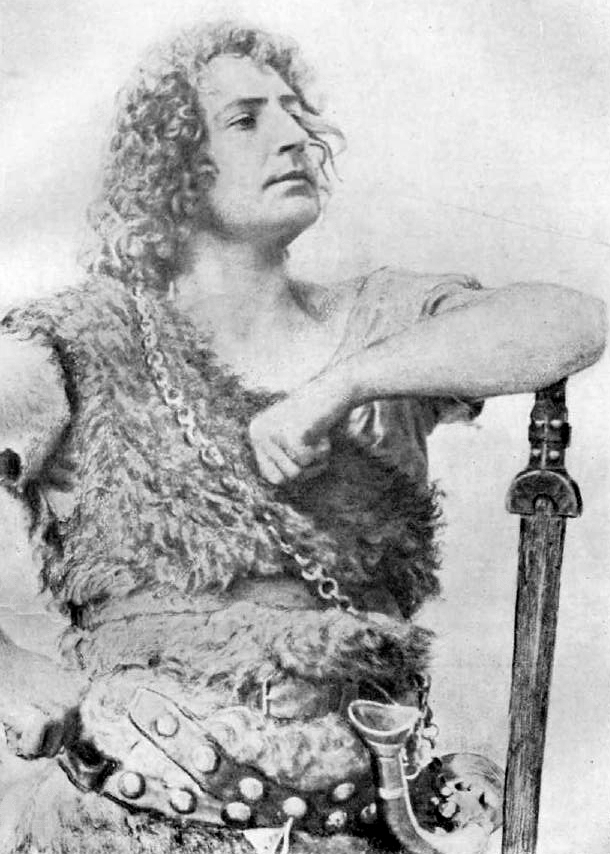
Иван Ершов в роли Зигфрида в опере «Зигфрид» Р. Вагнера. Мариинский театр,1909г.